# 古榕江
古榕江，位于中国广西壮族自治区西部，是右江右岸支流，发源于天等县把荷乡汤淰村东南900米处，东北流经若兰水库
、向都镇和田东县江城镇，于思林镇达陇屯北汇入右江，下游又称达腊河，“达腊”为古名“大罗溪”的状语读音。干流长110千米，流域面积1179平方千米。古榕江上游灰岩地貌，岩溶发育。流域内地下河水系发达，地下河补给面积超过510平方千米。